# Assyghat Schabaghin
Assyghat Ässiuly Schabaghin (kasachisch Асығат Әсиұлы Жабағин, russisch Асыгат Асиевич Жабагин Assygat Assijewitsch Schabagin; * 29. Dezember 1948 in Pawlodar, Kasachische SSR) ist ein kasachischer Politiker.

## Leben
Assyghat Schabaghin wurde 1948 in Pawlodar geboren. Er erlangte 1971 einen Abschluss am Kasachischen Polytechnischen Institut in Alma-Ata.
Nach seinem Hochschulabschluss arbeitete er im Kohlekraftwerk in Jermak. Zwischen 1973 und 1979 engagierte er sich in der Kommunistischen Partei, wo er erster Sekretär der Stadtkomitees der Jungen Kommunistischen Liga Kasachstans in Jermak war. In den folgenden beiden Jahren war er im Parteikomitee der Kommunistischen Partei tätig und zwischen 1978 und 1981 war er beim regionalen Parteikomitee der Oblast Pawlodar tätig. In den Jahren 1981 bis 1987 arbeitete er für den regionalen Energieversorger Pawlodarenergo und anschließend war er beim Energieversorger Altai Energo in Ust-Kamenogorsk beschäftigt. Zwischen 1988 und 1991 war er beim regionalen Parteikomitee von Nordkasachstan tätig.
Nach der Unabhängigkeit Kasachstans arbeitete Schabaghin für die kasachische Regierung im Ministerium für Energie. Von 1992 bis 1993 war er Leiter der Regionalverwaltung des Gebietes Pawlodar und in den Jahren 1993 und 1994 bekleidete er den Posten des stellvertretenden Premierministers der Republik Kasachstan. Danach saß er als Vorsitzender im Verwaltungsrat des Unternehmens Ansat. Im Kabinett von Nurlan Balghymbajew wurde er 1998 dann zum Minister für Energie, Industrie und Handel ernannt. Nach nur wenigen Monaten in diesem Amt wurde er noch im selben Jahr Berater des Premierministers. 1999 war er Präsident der Ölunion von Kasachstan, zudem war er Vorstandsmitglied der KEGOC.